# Сушківське поселення

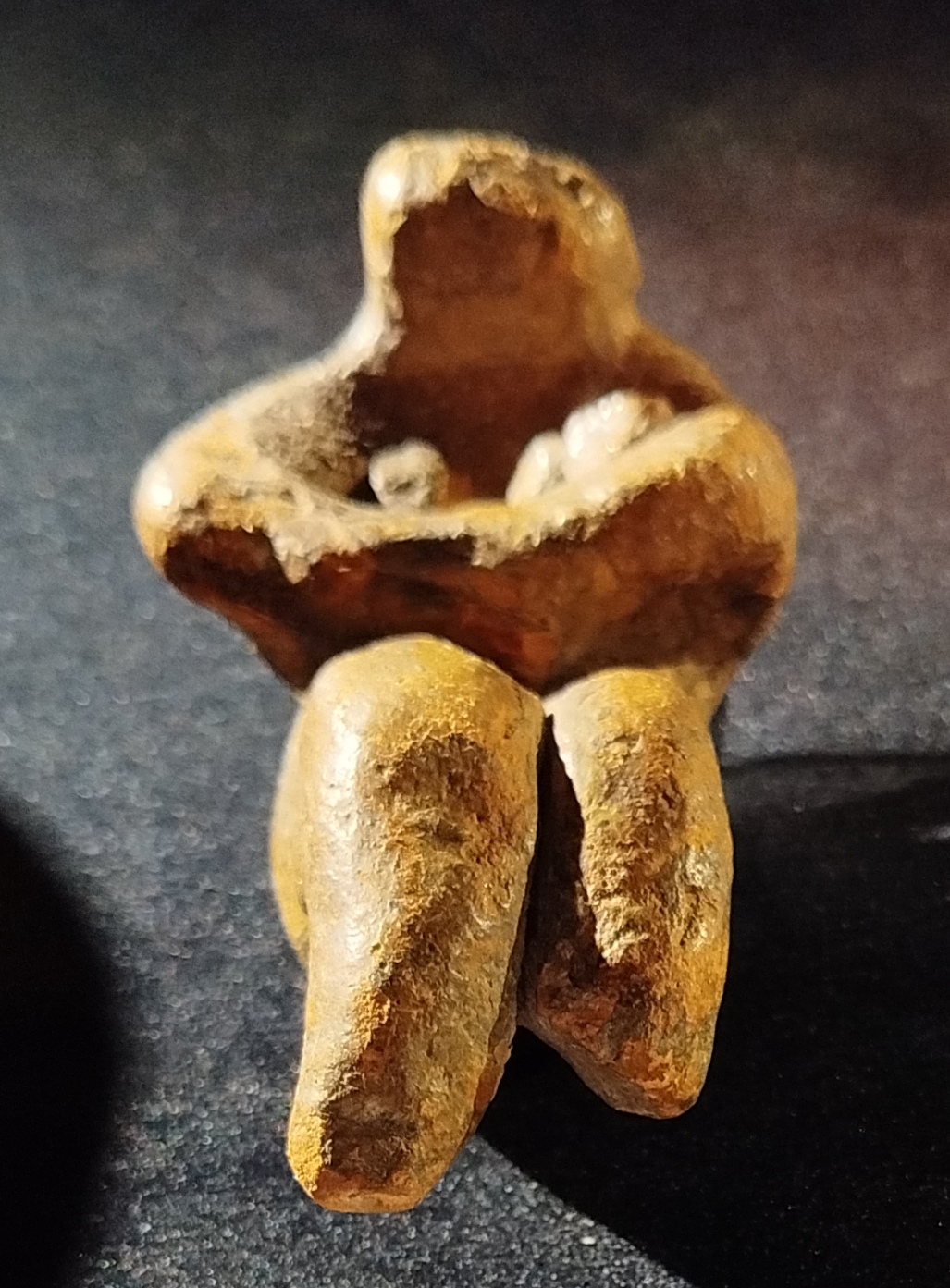
Глиняна «Мадонна з дитям» із Сушківки. IV тис. до н. е. З фондів Львівського історичного музею

Сушківське поселення — поселення трипільської культури, виявлене (1916 і 1926) поблизу села Сушківки Уманського району. Залишки наземних жител з глинобитними долівками, печами та спорудами культового призначення; багато різноманітного посуду, іноді розписаного чорною фарбою, знаряддя праці з каменю, кременю та кістки, а також унікальний глиняний модель, що зображує внутр. вигляд житла трипільців, значна кількість глиняних статуеток людини та свійських тварин (барана, бика).